# Rob Ford
Robert Bruce "Rob" Ford (Toronto, 28 de maio de 1969 – Toronto, 22 de março de 2016) foi um empresário e político populista de direita canadense que serviu como o 64º prefeito de Toronto (a maior cidade do Canadá), entre 2010 a 2014. 
Rob Ford nasceu em Etobicoke, um distrito de Toronto, Canadá. Filho de Douglas Bruce Ford, seu pai era dono de uma empresa de etiquetas, que teve faturamento de 100 milhões de dólares em 2010. Em 2000 foi eleito vereador em Toronto, apesar de incidentes em curso envolvendo embriaguez. Em 1999, ele já tinha sido preso em Miami, EUA, por dirigir sob o efeito de maconha.

## Prefeito de Toronto
Em outubro de 2010 Ford foi eleito prefeito de Toronto, após uma campanha onde atacou as elites da cidade. No começo de sua gestão como prefeito iniciaram os comentários sobre sua dependência. Sua trajetória política entrou em declínio quando em outubro de 2013 surgiram relatos de que ele havia sido gravado secretamente fumando crack e usando cocaína. Durante meses, Ford negou o consumo de drogas e também a existência do vídeo, mas quando a polícia de Toronto deteve um grupo de narcotraficantes da cidade, localizaram com eles o vídeo, e então prefeito de Toronto reconheceu que havia fumado crack. Tal escândalo, entre outros, levou a Ford a se afastar de seus poderes como prefeito, conseguindo uma licença do cargo. Ele realizou uma temporada de dois meses numa clínica de reabilitação, período em que descobriu uma forma rara de câncer no abdômen, chamado de liposarcoma, em setembro de 2014. Nesse período Ford estava em campanha por sua reeleição, mas desistiu da candidatura, passando a vaga para seu irmão. Ford era casado com Renata Brejniak, e tinha dois filhos, Stephanie e Doug.

## Morte
Ford passou por uma cirurgia maio de 2015 para remover um tumor canceroso, mas os médicos descobriram novos tumores meses depois. Ele estava em um tratamento experimental para tratar seu câncer no momento da sua morte. Morreu em 22 de março de 2016, com a idade de 46.